# Odtwarzacz zapachu
Odtwarzacz zapachu – urządzenie elektroniczne, które umożliwia automatyczne odtwarzanie dowolnego zapachu poprzez mieszanie różnych wonnych składników w proporcjach zależnych od zbioru odpowiedzi czujników elektronicznego nosa na odtwarzany zapach.

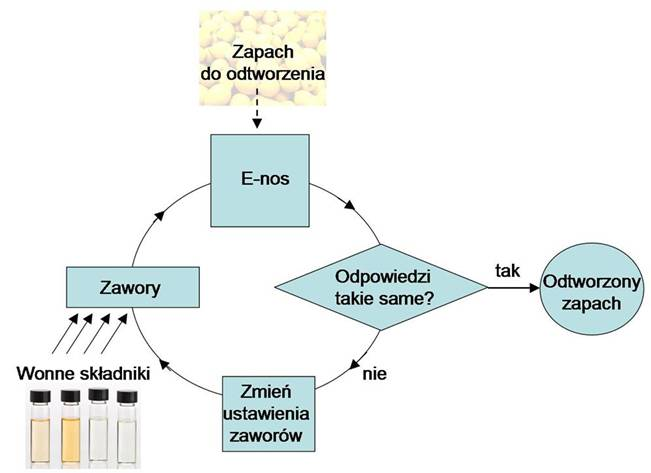
Ideowy schemat odtwarzacza zapachu

Proces odtwarzania zapachów składa się z dwóch etapów:
- zarejestrowania zapachu, który ma być odtworzony (wzorzec)
- odtworzenia zapachu wzorca metodą mieszania składników wonnych – czystych związków chemicznych lub różnych wonnych mieszanin (np. olejków eterycznych).

Zapach wzorca jest rejestrowany w pamięci komputera jako zbiór odpowiedzi zróżnicowanych czujników e-nosa ("pole czujników") na działanie wzorca. Odtwarzanie zapachu polega na takim zmieszaniu strumieni zawierających różne składniki wonne, aby uzyskać taką samą lub podobną odpowiedź pola czujników.
W laboratorium Takamishi Nakamoto (Tokyo Institute of Technology) opracowano odtwarzacz zapachu, którego elementem jest automatyczny system dozowania 96. różnych składników. Pole czujników zawiera sensory QCM – kryształy piezoelektrycznego kwarcu, pokrywane filmem różnych wysokowrzących cieczy (np. ciecze stosowane w kolumnach do chromatografii gazowej jako fazy stacjonarne). Odpowiedzi czujników na działanie wzorca i sporządzanej mieszaniny są porównywane metodami analizy głównych składowych (PCA) lub liniowej analizy dyskryminacyjnej (LDA).
Stwierdzono m.in. że do odtworzenia zapachu pomarańczy wystarczają trzy składniki, wybierane spośród 14. udostępnianych. Zapachy jabłek, bananów i pomarańczy były odtwarzane z użyciem zestawu 9. tych samych składników zapachowych, wybieranych spośród 96. udostępnianych.
W celu sprawdzenia poprawności działania odtwarzacza wykonywano sensoryczne trójkątowe testy dyskryminacji.